# Trimetopia aetheraria
Trimetopia aetheraria là một loài bướm đêm trong họ Geometridae.